# Книпер, Фёдор Евстафьевич
Фёдор Евста́фьевич Кни́пер (Теодор Кни́пер, нем. Theodor Kniper; 1768 (или 1767) — 1850) — командир 3-й бригады 21-й пехотной дивизии Финляндского корпуса время Отечественной войны 1812 года, участник 6 войн, генерал-майор Русской императорской армии.

## Биография
Родился в 1768 году в семье дворян в Санкт-Петербургской губернии. Получил домашнее образование. В 14 лет был записан фурьером в Бомбардирский полк. В 1784 году переведен капралом в Конный лейб-гвардии полк. В феврале 1788 года выпущен в чине подпоручика во 2-й адмиралтейский батальон (впоследствии 2-й морской батальон Балтийского гребного флота), в составе которого принял участие в русско-шведской войне 1788—1790 гг.. Отличился в Сражении на реке Кюмень, в бою при Фридрихсгаме и в Роченсальмском сражении. Проходил службу в составе 1-го морского полка, во 2-м батальоне Эстляндского егерского корпуса, во 2-м батальоне Таврического егерского корпуса, в 15-м егерском батальоне, переформированном позднее в 14-й егерский полк.
В войне на Кавказе в 1800 и 1802 годах отличился в битвах за реку Кубань. Летом 1804 года назначен командиром 14-го егерского полка. 10 июля 1805 получил чин полковника. Принимал участие в экспедиции в Италию в 1806—1807 гг., где получил ранение. В Русско-турецкой войне 1806—1812 годов сражался под крепостью Браилов, при Силистрии. В январе 1810 года назначен шефом 2-го егерского полка, где проходил службу его двоюродный брат Х. Х. Книпер. Летом награждён орденом Святого Георгия 4-го класса
В воздаяние отличнаго мужества и храбрости, оказанных против турок в сражении 10 октября 1809 года при сел. Татарицы, где, находясь в каре, выдерживал сильное стремление неприятеля и, поступая с особенною неустрашимостию, подавал тем пример подчиненным.
Отечественную войну 1812 года встретил в должности командира 3-й бригады 21-й пехотной дивизии в составе 2-го и 44-го егерских полков. Дивизия входила в Финляндский корпус Ф. Ф. Штейнгеля. Во время При штурма Полоцка в октябре 1812 получил ранение в шею. После выздоровления в 1813 году вернулся в регулярную армию. В Заграничных походах 1813—1814 годов участвовал в освобождении Саксонии и Голландии. За отличие в сражениях 15 сентября 1813 года произведен в генерал-майоры.
После войны продолжал службу в армии, где командовал бригадами. «За ранами» в июле 1819 года освобожден от командных должностей и назначен состоять по армии. В апреле 1821 года назначен комендантом города Витебска.
В отставку генерал-майор Фёдор Евстафьевич Книпер вышел 14 января 1834 года, с мундиром и пенсионом полного жалования «для излечения ран».
Умер в 1850 году, похоронен в Санкт-Петербурге на Волковом лютеранском кладбище.